# Рытов, Александр Порфирьевич
Александр Порфирьевич Рытов (1928 год — ?) — советский передовик производства, бригадир монтажников строительного управления «Тэцстрой» треста «Ждановметаллургстрой» Министерства монтажных и специальных строительных работ СССР, Украинская ССР. Герой Социалистического Труда (1978).
Принимал участие в строительстве новых цехов заводов «Азовсталь» и Металлургического завода имени Ильича.
В 1978 году удостоен звания Героя Социалистического Труда за выдающиеся трудовые достижения.

## Награды
- Герой Социалистического Труда — указом Президиума Верховного Совета СССР от 8 июня 1978 года
- Орден Ленина